# Världscupen i skidskytte 2023/2024
Världscupen i skidskytte 2023/2024 inleddes den 25 november 2023 i Östersund i Sverige och avslutades den 17 mars 2024 i Canmore i Kanada.
Segrare i den totala världscupen blev Lisa Vittozzi från Italien och Johannes Thingnes Bø från Norge. Vittozzi stod för första gången som segrare och överträffade hennes dittills bästa resultat, en andraplats från säsongen 2018/2019, medan Bø tog sin femte titel.
Regerande mästare i den totala världscupen från säsongen 2022/2023 var Julia Simon från Frankrike och Bø.

## Tävlingsprogram och resultat

### Damer

#### Individuella tävlingar
| Nr                                   | Datum            | Ort            | Disciplin            | 1:a plats                  | 1:a plats | 2:a plats                  | 2:a plats | 3:e plats                  | 3:e plats | Ref.   |
| ------------------------------------ | ---------------- | -------------- | -------------------- | -------------------------- | --------- | -------------------------- | --------- | -------------------------- | --------- | ------ |
|                                      |                  |                |                      |                            |           |                            |           |                            |           |        |
| 1                                    | 26 november 2023 | Östersund      | 15 km distans        | Lisa Vittozzi              | 44.03,9 1 | Franziska Preuß            | +0,1 0    | Vanessa Voigt              | +10,1 0   | [ 2 ]  |
| 2                                    | 1 december 2023  | Östersund      | 7,5 km sprint        | Lou Jeanmonnot             | 21.04,1 0 | Karoline Knotten           | +8,5 1    | Juni Arnekleiv             | +17,6 1   | [ 3 ]  |
| 3                                    | 3 december 2023  | Östersund      | 10 km jaktstart      | Lou Jeanmonnot             | 31.41,3 0 | Franziska Preuß            | +0,3 1    | Vanessa Voigt              | +18,5 1   | [ 4 ]  |
| 4                                    | 8 december 2023  | Hochfilzen     | 7,5 km sprint        | Ingrid Landmark Tandrevold | 20.59,9 0 | Elvira Öberg               | +4,9 1    | Justine Braisaz-Bouchet    | +19,7 1   | [ 5 ]  |
| 5                                    | 9 december 2023  | Hochfilzen     | 10 km jaktstart      | Elvira Öberg               | 29.44,6 1 | Lena Häcki-Groß            | +11,2 1   | Ingrid Landmark Tandrevold | +13,9 1   | [ 6 ]  |
| 6                                    | 14 december 2023 | Lenzerheide    | 7,5 km sprint        | Justine Braisaz-Bouchet    | 22.13,0 0 | Ingrid Landmark Tandrevold | +12,2 0   | Lisa Vittozzi              | +17,2 0   | [ 7 ]  |
| 7                                    | 16 december 2023 | Lenzerheide    | 10 km jaktstart      | Justine Braisaz-Bouchet    | 21.31,0 3 | Julia Simon                | +25,2 2   | Marit Ishol Skogan         | +1.13,6 2 | [ 8 ]  |
| 8                                    | 17 december 2023 | Lenzerheide    | 12,5 km masstart     | Justine Braisaz-Bouchet    | 36.04,6 0 | Elvira Öberg               | +5,5 2    | Hanna Öberg                | +10,6 2   | [ 9 ]  |
|                                      |                  |                |                      |                            |           |                            |           |                            |           |        |
| 9                                    | 5 januari 2024   | Oberhof        | 7,5 km sprint        | Justine Braisaz-Bouchet    | 22.43,0 2 | Franziska Preuß            | +4,4 0    | Sophie Chauveau            | +4,6 1    | [ 10 ] |
| 10                                   | 6 januari 2024   | Oberhof        | 10 km jaktstart      | Julia Simon                | 31.45,2 2 | Justine Braisaz-Bouchet    | +18,9 3   | Ingrid Landmark Tandrevold | +44,4 2   | [ 11 ] |
| 11                                   | 12 januari 2024  | Ruhpolding     | 7,5 km sprint        | Ingrid Landmark Tandrevold | 19.25,4 0 | Mona Brorsson              | +18,2 0   | Lisa Vittozzi              | +19,0 0   | [ 12 ] |
| 12                                   | 14 januari 2024  | Ruhpolding     | 10 km jaktstart      | Lisa Vittozzi              | 30.30,7 1 | Ingrid Landmark Tandrevold | +0,7 1    | Juni Arnekleiv             | +9,1 0    | [ 13 ] |
| 13                                   | 19 januari 2024  | Antholz        | 12,5 km kort distans | Lena Häcki-Groß            | 36.49,0 0 | Julia Simon                | +20,2 2   | Lou Jeanmonnot             | +31,4 1   | [ 14 ] |
| 14                                   | 21 januari 2024  | Antholz        | 12,5 km masstart     | Julia Simon                | 34.42,5 1 | Lou Jeanmonnot             | +8,9 0    | Lena Häcki-Groß            | +20,7 1   | [ 15 ] |
|                                      |                  |                |                      |                            |           |                            |           |                            |           |        |
| Världsmästerskapen i skidskytte 2024 |                  |                |                      |                            |           |                            |           |                            |           |        |
|                                      |                  |                |                      |                            |           |                            |           |                            |           |        |
| 15                                   | 29 februari 2024 | Oslo           | 15 km distans        | Ingrid Landmark Tandrevold | 44.13,1 1 | Elvira Öberg               | +28,8 2   | Ida Lien                   | +32,0 1   | [ 16 ] |
| 16                                   | 2 mars 2024      | Oslo           | 12,5 km masstart     | Lena Häcki-Groß            | 35.46,3 2 | Julia Simon                | +16,8 4   | Lou Jeanmonnot             | +22,3 3   | [ 17 ] |
| 17                                   | 8 mars 2024      | Soldier Hollow | 7,5 km sprint        | Justine Braisaz-Bouchet    | 20.42,7 1 | Ingrid Landmark Tandrevold | +13,4 0   | Lou Jeanmonnot             | +19,2 0   | [ 18 ] |
| 18                                   | 10 mars 2024     | Soldier Hollow | 10 km jaktstart      | Lou Jeanmonnot             | 26.51,7 1 | Lisa Vittozzi              | +0,4 1    | Julia Simon                | +1.01,0 2 | [ 19 ] |
| 19                                   | 14 mars 2024     | Canmore        | 7,5 km sprint        | Lisa Vittozzi              | 19.38,2 0 | Lou Jeanmonnot             | +5,5 0    | Lena Häcki-Groß            | +8,6 0    | [ 20 ] |
| 20                                   | 16 mars 2024     | Canmore        | 10 km jaktstart      | Lisa Vittozzi              | 28.15,9 1 | Lou Jeanmonnot             | +12,2 3   | Justine Braisaz-Bouchet    | +19,4 3   | [ 21 ] |
| 21                                   | 17 mars 2024     | Canmore        | 12,5 km masstart     | Lou Jeanmonnot             | 32.55,0 1 | Janina Hettich-Walz        | +11,9 1   | Gilonne Guigonnat          | +15,8 0   | [ 22 ] |

#### Lagtävlingar
| Nr | Datum            | Ort            | Disciplin        | 1:a plats                                                                           | 1:a plats        | 2:a plats                                                                           | 2:a plats    | 3:e plats                                                                      | 3:e plats     | Ref.   |  |
| -- | ---------------- | -------------- | ---------------- | ----------------------------------------------------------------------------------- | ---------------- | ----------------------------------------------------------------------------------- | ------------ | ------------------------------------------------------------------------------ | ------------- | ------ |  |
|    |                  |                |                  |                                                                                     |                  |                                                                                     |              |                                                                                |               |        |  |
| 1  | 29 november 2023 | Östersund      | 4 x 6 km stafett | Norge Marthe Johansen Juni Arnekleiv Karoline Knotten Ingrid Landmark Tandrevold    | 1:18.48,3 (0+9)  | Sverige Anna Magnusson Linn Persson Elvira Öberg Hanna Öberg                        | +41,6 (1+9)  | Tyskland Janina Hettich-Walz Selina Grotian Vanessa Voigt Franziska Preuß      | +47,9 (0+4)   | [ 23 ] |  |
| 2  | 10 december 2023 | Hochfilzen     | 4 x 6 km stafett | Norge Juni Arnekleiv Marit Ishol Skogan Karoline Knotten Ingrid Landmark Tandrevold | 1:07.39,0 (0+6)  | Sverige Anna Magnusson Mona Brorsson Hanna Öberg Elvira Öberg                       | +31,6 (0+10) | Frankrike Gilonne Guigonnat Lou Jeanmonnot Justine Braisaz-Bouchet Julia Simon | +1.01,5 (1+8) | [ 24 ] |  |
| 3  | 7 januari 2024   | Oberhof        | 4 x 6 km stafett | Frankrike Lou Jeanmonnot Justine Braisaz-Bouchet Sophie Chauveau Julia Simon        | 1:12.42,5 (0+12) | Norge Juni Arnekleiv Marit Ishol Skogan Karoline Knotten Ingrid Landmark Tandrevold | +9,3 (0+10)  | Sverige Anna Magnusson Linn Persson Hanna Öberg Elvira Öberg                   | +33,5 (1+8)   | [ 25 ] |  |
| 4  | 10 januari 2024  | Ruhpolding     | 4 x 6 km stafett | Frankrike Lou Jeanmonnot Jeanne Richard Sophie Chauveau Julia Simon                 | 1:08.44,5 (0+4)  | Sverige Anna Magnusson Linn Persson Mona Brorsson Elvira Öberg                      | +8,7 (0+3)   | Tyskland Janina Hettich-Walz Sophia Schneider Franziska Preuß Hanna Kebinger   | +46,7 (0+3)   | [ 26 ] |  |
| 5  | 9 mars 2024      | Soldier Hollow | 4 x 6 km stafett | Norge Juni Arnekleiv Ida Lien Karoline Knotten Ingrid Landmark Tandrevold           | 1:04.15,5 (0+5)  | Tyskland Janina Hettich-Walz Selina Grotian Vanessa Voigt Julia Kink                | +17,2 (0+7)  | Sverige Anna Magnusson Mona Brorsson Hanna Öberg Elvira Öberg                  | +42,0 (0+10)  | [ 27 ] |  |

### Herrar

#### Individuella tävlingar
| Nr                                   | Datum            | Ort            | Disciplin          | 1:a plats                  | 1:a plats | 2:a plats                  | 2:a plats | 3:e plats                  | 3:e plats | Ref.   |
| ------------------------------------ | ---------------- | -------------- | ------------------ | -------------------------- | --------- | -------------------------- | --------- | -------------------------- | --------- | ------ |
|                                      |                  |                |                    |                            |           |                            |           |                            |           |        |
| 1                                    | 26 november 2023 | Östersund      | 20 km distans      | Roman Rees                 | 51.27,2 1 | Justus Strelow             | +12,1 1   | Johannes Thingnes Bø       | +25,0 2   | [ 28 ] |
| 2                                    | 2 december 2023  | Östersund      | 10 km sprint       | Philipp Nawrath            | 24.02,2 0 | Tarjei Bø                  | +18,7 0   | Vebjørn Sørum              | +19,8 0   | [ 29 ] |
| 3                                    | 3 december 2023  | Östersund      | 12,5 km jaktstart  | Sebastian Samuelsson       | 31.38,4 3 | Philipp Nawrath            | +5,1 2    | Vetle Sjåstad Christiansen | +7,2 1    | [ 30 ] |
| 4                                    | 8 december 2023  | Hochfilzen     | 10 km sprint       | Tarjei Bø                  | 24.37,5 0 | Sturla Holm Lægreid        | +4,9 0    | Sebastian Samuelsson       | +10,0 1   | [ 31 ] |
| 5                                    | 9 december 2023  | Hochfilzen     | 12,5 km jaktstart  | Johannes Thingnes Bø       | 33.05,1 1 | Johannes Dale-Skjevdal     | +22,6 3   | Tarjei Bø                  | +28,4 2   | [ 32 ] |
| 6                                    | 15 december 2023 | Lenzerheide    | 10 km sprint       | Benedikt Doll              | 23.15,8 0 | Johannes Thingnes Bø       | +5,4 1    | Philipp Nawrath            | +36,8 1   | [ 33 ] |
| 7                                    | 16 december 2023 | Lenzerheide    | 12,5 km jaktstart  | Johannes Thingnes Bø       | 32.30,0 3 | Endre Strømsheim           | +24,7 2   | Sturla Holm Lægreid        | +29,1 1   | [ 34 ] |
| 8                                    | 17 december 2023 | Lenzerheide    | 15 km masstart     | Johannes Thingnes Bø       | 35.00,1 2 | Johannes Dale-Skjevdal     | +14,6 1   | Tarjei Bø                  | +21,8 1   | [ 35 ] |
|                                      |                  |                |                    |                            |           |                            |           |                            |           |        |
| 9                                    | 5 januari 2024   | Oberhof        | 10 km sprint       | Benedikt Doll              | 24.12,2 1 | Sturla Holm Lægreid        | +1,8 1    | Endre Strømsheim           | +5,4 1    | [ 36 ] |
| 10                                   | 6 januari 2024   | Oberhof        | 12,5 km jaktstart  | Endre Strømsheim           | 33.04,2 2 | Sturla Holm Lægreid        | +17,8 2   | Johannes Dale-Skjevdal     | +36,4 1   | [ 37 ] |
| 11                                   | 13 januari 2024  | Ruhpolding     | 10 km sprint       | Vetle Sjåstad Christiansen | 22.27,2 0 | Tommaso Giacomel           | +16,9 1   | Tarjei Bø                  | +20,1 0   | [ 38 ] |
| 12                                   | 14 januari 2024  | Ruhpolding     | 12,5 km jaktstart  | Johannes Dale-Skjevdal     | 30.38,0 2 | Vetle Sjåstad Christiansen | +1,7 3    | Johannes Thingnes Bø       | +2,4 2    | [ 39 ] |
| 13                                   | 18 januari 2024  | Antholz        | 15 km kort distans | Johannes Thingnes Bø       | 37.28,0 0 | Tarjei Bø                  | +1.36,1 2 | Johannes Kühn              | +1.44,0 2 | [ 40 ] |
| 14                                   | 21 januari 2024  | Antholz        | 15 km masstart     | Vetle Sjåstad Christiansen | 35.51,4 1 | Johannes Dale-Skjevdal     | +10,7 2   | Vebjørn Sørum              | +14,0 1   | [ 41 ] |
|                                      |                  |                |                    |                            |           |                            |           |                            |           |        |
| Världsmästerskapen i skidskytte 2024 |                  |                |                    |                            |           |                            |           |                            |           |        |
|                                      |                  |                |                    |                            |           |                            |           |                            |           |        |
| 15                                   | 1 mars 2024      | Oslo           | 20 km distans      | Sturla Holm Lægreid        | 49.31,0 0 | Tarjei Bø                  | +28,5 1   | Vetle Sjåstad Christiansen | +1.05,6 1 | [ 42 ] |
| 16                                   | 2 mars 2024      | Oslo           | 15 km masstart     | Sturla Holm Lægreid        | 37.52,0 1 | Benedikt Doll              | +6,4 2    | Jesper Nelin               | +9,9 1    | [ 43 ] |
| 17                                   | 8 mars 2024      | Soldier Hollow | 10 km sprint       | Éric Perrot                | 22.19,8 0 | Émilien Jacquelin          | +3,9 2    | Johan-Olav Botn            | +11,3 0   | [ 44 ] |
| 18                                   | 10 mars 2024     | Soldier Hollow | 12,5 km jaktstart  | Johannes Thingnes Bø       | 30.02,0 1 | Tarjei Bø                  | +6,4 2    | Émilien Jacquelin          | +7,1 3    | [ 45 ] |
| 19                                   | 15 mars 2024     | Canmore        | 10 km sprint       | Johannes Thingnes Bø       | 23.37,0 0 | Tommaso Giacomel           | +1.02,7 1 | Tarjei Bø                  | +1.04,2 1 | [ 46 ] |
| 20                                   | 16 mars 2024     | Canmore        | 12,5 km jaktstart  | Johannes Thingnes Bø       | 34.38,0 3 | Sebastian Samuelsson       | +11,2 1   | Éric Perrot                | +11,6 1   | [ 47 ] |
| 21                                   | 17 mars 2024     | Canmore        | 15 km masstart     | Johannes Thingnes Bø       | 36.03,4 1 | Johannes Dale-Skjevdal     | +44,5 2   | Émilien Jacquelin          | +1.07,2 3 | [ 48 ] |

#### Lagtävlingar
| Nr | Datum            | Ort            | Disciplin          | 1:a plats                                                                             | 1:a plats       | 2:a plats                                                                    | 2:a plats      | 3:e plats                                                           | 3:e plats      | Ref.   |  |
| -- | ---------------- | -------------- | ------------------ | ------------------------------------------------------------------------------------- | --------------- | ---------------------------------------------------------------------------- | -------------- | ------------------------------------------------------------------- | -------------- | ------ |  |
|    |                  |                |                    |                                                                                       |                 |                                                                              |                |                                                                     |                |        |  |
| 1  | 30 november 2023 | Östersund      | 4 x 7,5 km stafett | Norge Endre Strømsheim Tarjei Bø Johannes Thingnes Bø Vetle Sjåstad Christiansen      | 1:14.28,4 (0+7) | Frankrike Éric Perrot Émilien Jacquelin Fabien Claude Quentin Fillon Maillet | +20,6 (0+11)   | Tyskland David Zobel Philipp Nawrath Benedikt Doll Johannes Kühn    | +50,5 (1+16)   | [ 49 ] |  |
| 2  | 10 december 2023 | Hochfilzen     | 4 x 7,5 km stafett | Norge Sturla Holm Lægreid Tarjei Bø Johannes Thingnes Bø Vetle Sjåstad Christiansen   | 1:15.38,5 (0+5) | Frankrike Éric Perrot Émilien Jacquelin Fabien Claude Quentin Fillon Maillet | +28,7 (0+6)    | Tyskland David Zobel Johannes Kühn Philipp Nawrath Benedikt Doll    | +1.06,9 (1+9)  | [ 50 ] |  |
| 3  | 7 januari 2024   | Oberhof        | 4 x 7,5 km stafett | Norge Endre Strømsheim Sturla Holm Lægreid Tarjei Bø Johannes Thingnes Bø             | 1:17.34,2 (0+7) | Tyskland Roman Rees Benedikt Doll Philipp Nawrath Philipp Horn               | +2.01,9 (1+15) | Italien Elia Zeni Didier Bionaz Lukas Hofer Tommaso Giacomel        | +2.50,5 (0+16) | [ 51 ] |  |
| 4  | 11 januari 2024  | Ruhpolding     | 4 x 7,5 km stafett | Norge Sturla Holm Lægreid Johannes Dale-Skjevdal Tarjei Bø Vetle Sjåstad Christiansen | 1:09.49,6 (0+8) | Tyskland Justus Strelow Johannes Kühn Benedikt Doll Philipp Nawrath          | +45,0 (2+7)    | Italien Elia Zeni Didier Bionaz Lukas Hofer Tommaso Giacomel        | +58,7 (0+10)   | [ 52 ] |  |
| 5  | 8 mars 2024      | Soldier Hollow | 4 x 7,5 km stafett | Norge Sturla Holm Lægreid Tarjei Bø Johannes Thingnes Bø Vetle Sjåstad Christiansen   | 1:13.12,3 (3+5) | Italien Patrick Braunhofer Tommaso Giacomel Didier Bionaz Lukas Hofer        | +26,5 (0+8)    | Tyskland Justus Strelow Johannes Kühn Benedikt Doll Philipp Nawrath | +27,3 (0+8)    | [ 53 ] |  |

### Mixade lag
| Nr | Datum            | Ort       | Disciplin           | 1:a plats                                                                                 | 1:a plats       | 2:a plats                                                                        | 2:a plats   | 3:e plats                                                                | 3:e plats     | Ref.   |  |
| -- | ---------------- | --------- | ------------------- | ----------------------------------------------------------------------------------------- | --------------- | -------------------------------------------------------------------------------- | ----------- | ------------------------------------------------------------------------ | ------------- | ------ |  |
|    |                  |           |                     |                                                                                           |                 |                                                                                  |             |                                                                          |               |        |  |
| 1  | 25 november 2023 | Östersund | Singelmixstafett    | Sverige Sebastian Samuelsson Hanna Öberg                                                  | 37.46,9 (0+8)   | Norge Sturla Holm Lægreid Juni Arnekleiv                                         | +13,8 (0+6) | Frankrike Fabien Claude Julia Simon                                      | +42,2 (2+12)  | [ 54 ] |  |
| 2  | 25 november 2023 | Östersund | 4 x 6 km mixstafett | Frankrike Quentin Fillon Maillet Émilien Jacquelin Justine Braisaz-Bouchet Lou Jeanmonnot | 1:09.09,9 (1+5) | Norge Tarjei Bø Johannes Thingnes Bø Karoline Knotten Ingrid Landmark Tandrevold | +15,7 (0+7) | Italien Didier Bionaz Tommaso Giacomel Dorothea Wierer Lisa Vittozzi     | +39,7 (1+9)   | [ 55 ] |  |
| 3  | 20 januari 2024  | Antholz   | Singelmixstafett    | Tyskland Vanessa Voigt Justus Strelow                                                     | 38.58,0 (0+1)   | Norge Ingrid Landmark Tandrevold Vetle Sjåstad Christiansen                      | +11,2 (0+8) | Österrike Lisa Theresa Hauser Simon Eder                                 | +28,3 (0+4)   | [ 56 ] |  |
| 4  | 20 januari 2024  | Antholz   | 4 x 6 km mixstafett | Norge Juni Arnekleiv Karoline Knotten Tarjei Bø Johannes Thingnes Bø                      | 1:04.36,3 (0+8) | Italien Dorothea Wierer Lisa Vittozzi Didier Bionaz Tommaso Giacomel             | +22,3 (0+5) | Sverige Anna Magnusson Elvira Öberg Jesper Nelin Martin Ponsiluoma       | +1.07,8 (0+9) | [ 57 ] |  |
| 5  | 3 mars 2024      | Oslo      | Singelmixstafett    | Norge Juni Arnekleiv Vetle Sjåstad Christiansen                                           | 38.43,6 (1+8)   | Sverige Anna Magnusson Sebastian Samuelsson                                      | +0,1 (0+7)  | Finland Suvi Minkkinen Otto Invenius                                     | +31,3 (0+6)   | [ 58 ] |  |
| 6  | 3 mars 2024      | Oslo      | 4 x 6 km mixstafett | Frankrike Julia Simon Sophie Chauveau Fabien Claude Quentin Fillon Maillet                | 1:03.48,6 (0+6) | Sverige Mona Brorsson Elvira Öberg Jesper Nelin Martin Ponsiluoma                | +32,2 (0+8) | Norge Ingrid Landmark Tandrevold Ida Lien Tarjei Bø Johannes Thingnes Bø | +35,9 (1+10)  | [ 59 ] |  |

## Världscupställning

### Damer
| Placering | efter alla 21 tävlingar    | Poäng |
| --------- | -------------------------- | ----- |
| 1.        | Lisa Vittozzi              | 1 091 |
| 2.        | Lou Jeanmonnot             | 1 068 |
| 3.        | Ingrid Landmark Tandrevold | 1 044 |
| 4.        | Justine Braisaz-Bouchet    | 1 025 |
| 5.        | Julia Simon                | 994   |

| Placering | efter alla 21 tävlingar | Poäng |
| --------- | ----------------------- | ----- |
| 1.        | Elvira Öberg (7)        | 829   |
| 2.        | Juni Arnekleiv (13)     | 492   |
| 3.        | Tereza Voborníková (16) | 409   |
| 4.        | Anna Gandler (19)       | 351   |
| 5.        | Sophie Chauveau (20)    | 347   |

| Placering | efter alla 3 tävlingar     | Poäng |
| --------- | -------------------------- | ----- |
| 1.        | Lisa Vittozzi              | 165   |
| 2.        | Ingrid Landmark Tandrevold | 155   |
| 3.        | Vanessa Voigt              | 150   |
| 4.        | Lena Häcki-Groß            | 122   |
| 5.        | Julia Simon                | 110   |

| Placering | efter alla 7 tävlingar     | Poäng |
| --------- | -------------------------- | ----- |
| 1.        | Ingrid Landmark Tandrevold | 418   |
| 2.        | Justine Braisaz-Bouchet    | 410   |
| 3.        | Lisa Vittozzi              | 373   |
| 4.        | Lou Jeanmonnot             | 333   |
| 5.        | Elvira Öberg               | 265   |

| Placering | efter alla 7 tävlingar     | Poäng |
| --------- | -------------------------- | ----- |
| 1.        | Lisa Vittozzi              | 398   |
| 2.        | Julia Simon                | 384   |
| 3.        | Lou Jeanmonnot             | 378   |
| 4.        | Justine Braisaz-Bouchet    | 357   |
| 5.        | Ingrid Landmark Tandrevold | 318   |

| Placering | efter alla 4 tävlingar  | Poäng |
| --------- | ----------------------- | ----- |
| 1.        | Lou Jeanmonnot          | 252   |
| 2.        | Julia Simon             | 241   |
| 3.        | Lena Häcki-Groß         | 205   |
| 4.        | Justine Braisaz-Bouchet | 202   |
| 5.        | Elvira Öberg            | 159   |

| Placering | efter alla 5 tävlingar | Poäng |
| --------- | ---------------------- | ----- |
| 1.        | Norge                  | 376   |
| 2.        | Sverige                | 325   |
| 3.        | Frankrike              | 345   |
| 4.        | Tyskland               | 285   |
| 5.        | Italien                | 206   |

| Placering | efter alla 26 tävlingar | Poäng |
| --------- | ----------------------- | ----- |
| 1.        | Frankrike               | 8 719 |
| 2.        | Norge                   | 8 376 |
| 3.        | Sverige                 | 8 295 |
| 4.        | Tyskland                | 8 058 |
| 5.        | Italien                 | 7 380 |

### Herrar
| Placering | efter alla 21 tävlingar    | Poäng |
| --------- | -------------------------- | ----- |
| 1.        | Johannes Thingnes Bø       | 1 262 |
| 2.        | Tarjei Bø                  | 1 080 |
| 3.        | Johannes Dale-Skjevdal     | 949   |
| 4.        | Sturla Holm Lægreid        | 862   |
| 5.        | Vetle Sjåstad Christiansen | 817   |

| Placering | efter alla 21 tävlingar | Poäng |
| --------- | ----------------------- | ----- |
| 1.        | Tommaso Giacomel (8)    | 688   |
| 2.        | Éric Perrot (11)        | 622   |
| 3.        | Didier Bionaz (21)      | 348   |
| 4.        | Johan-Olav Botn (29)    | 231   |
| 5.        | Campbell Wright (31)    | 216   |

| Placering | efter alla 3 tävlingar     | Poäng |
| --------- | -------------------------- | ----- |
| 1.        | Johannes Thingnes Bø       | 195   |
| 2.        | Tarjei Bø                  | 165   |
| 3.        | Roman Rees                 | 137   |
| 4.        | Sturla Holm Lægreid        | 135   |
| 5.        | Vetle Sjåstad Christiansen | 128   |

| Placering | efter alla 7 tävlingar | Poäng |
| --------- | ---------------------- | ----- |
| 1.        | Tarjei Bø              | 384   |
| 2.        | Johannes Thingnes Bø   | 324   |
| 3.        | Sturla Holm Lægreid    | 302   |
| 4.        | Benedikt Doll          | 301   |
| 5.        | Tommaso Giacomel       | 282   |

| Placering | efter alla 7 tävlingar | Poäng |
| --------- | ---------------------- | ----- |
| 1.        | Johannes Thingnes Bø   | 491   |
| 2.        | Johannes Dale-Skjevdal | 353   |
| 3.        | Tarjei Bø              | 350   |
| 4.        | Sebastian Samuelsson   | 315   |
| 5.        | Sturla Holm Lægreid    | 294   |

| Placering | efter alla 4 tävlingar     | Poäng |
| --------- | -------------------------- | ----- |
| 1.        | Johannes Thingnes Bø       | 252   |
| 2.        | Johannes Dale-Skjevdal     | 249   |
| 3.        | Vetle Sjåstad Christiansen | 200   |
| 4.        | Tarjei Bø                  | 181   |
| 5.        | Émilien Jacquelin          | 151   |

| Placering | efter alla 5 tävlingar | Poäng |
| --------- | ---------------------- | ----- |
| 1.        | Norge                  | 450   |
| 2.        | Tyskland               | 330   |
| 3.        | Italien                | 270   |
| 4.        | Frankrike              | 290   |
| 5.        | Sverige                | 209   |

| Placering | efter alla 26 tävlingar | Poäng |
| --------- | ----------------------- | ----- |
| 1.        | Norge                   | 9 375 |
| 2.        | Tyskland                | 8 309 |
| 3.        | Frankrike               | 8 131 |
| 4.        | Sverige                 | 7 593 |
| 5.        | Italien                 | 7 546 |

### Mixade lag
Singel-/mixstafett
| Placering | efter alla 6 tävlingar | Poäng |
| --------- | ---------------------- | ----- |
| 1.        | Norge                  | 465   |
| 2.        | Frankrike              | 366   |
| 3.        | Sverige                | 364   |
| 4.        | Tyskland               | 295   |
| 5.        | Italien                | 293   |

## Distribution av världscuppoäng
| Plac.     | 1  | 2  | 3  | 4  | 5  | 6  | 7  | 8  | 9  | 10 | 11 | 12 | 13 | 14 | 15 | 16 | 17 | 18 | 19 | 20 | 21 | 22 | 23 | 24 | 25 | 26 | 27 | 28 | 29 | 30 | 31 | 32 | 33 | 34 | 35 | 36 | 37 | 38 | 39 | 40 |
| --------- | -- | -- | -- | -- | -- | -- | -- | -- | -- | -- | -- | -- | -- | -- | -- | -- | -- | -- | -- | -- | -- | -- | -- | -- | -- | -- | -- | -- | -- | -- | -- | -- | -- | -- | -- | -- | -- | -- | -- | -- |
| Sprint    | 90 | 75 | 60 | 50 | 45 | 40 | 36 | 34 | 32 | 31 | 30 | 29 | 28 | 27 | 26 | 25 | 24 | 23 | 22 | 21 | 20 | 19 | 18 | 17 | 16 | 15 | 14 | 13 | 12 | 11 | 10 | 9  | 8  | 7  | 6  | 5  | 4  | 3  | 2  | 1  |
| Jaktstart | 90 | 75 | 60 | 50 | 45 | 40 | 36 | 34 | 32 | 31 | 30 | 29 | 28 | 27 | 26 | 25 | 24 | 23 | 22 | 21 | 20 | 19 | 18 | 17 | 16 | 15 | 14 | 13 | 12 | 11 | 10 | 9  | 8  | 7  | 6  | 5  | 4  | 3  | 2  | 1  |
| Distans   | 90 | 75 | 60 | 50 | 45 | 40 | 36 | 34 | 32 | 31 | 30 | 29 | 28 | 27 | 26 | 25 | 24 | 23 | 22 | 21 | 20 | 19 | 18 | 17 | 16 | 15 | 14 | 13 | 12 | 11 | 10 | 9  | 8  | 7  | 6  | 5  | 4  | 3  | 2  | 1  |
| Masstart  | 90 | 75 | 60 | 50 | 45 | 40 | 36 | 34 | 32 | 31 | 30 | 29 | 28 | 27 | 26 | 25 | 24 | 23 | 22 | 21 | 20 | 18 | 16 | 14 | 12 | 10 | 8  | 6  | 4  | 2  | –  | –  | –  | –  | –  | –  | –  | –  | –  | –  |